# Круговорот кислорода

Геохимический цикл кислорода

Круговорот кислорода — биогеохимический цикл, в ходе которого происходит перенос кислорода между тремя основными резервуарами: атмосферой (воздух), органическим веществом биосферы (глобальная сумма всех экосистем), и земной корой. Сбой в круговороте кислорода в гидросфере может привести к развитию гипоксических зон, т.е. зон пониженного содержания кислорода. Главная движущая сила кислородного цикла — это фотосинтез, который отвечает за состав современной атмосферы Земли и жизни на земле (см. Кислородная катастрофа).

## Резервуары
Крупнейший резервуар кислорода на Земле — это силикаты и оксиды в коре и мантии (99.5 %). Лишь небольшая часть кислорода находится в виде свободного кислорода в атмосфере (0.36 %) и связанного в виде органики в биосфере (0.01 %). Основным источником атмосферного кислорода является фотосинтез, в процессе которого организмы производят сахара и свободный кислород из углекислого газа и воды:
{\displaystyle \mathrm {6\ CO_{2}+6H_{2}O+energy\longrightarrow C_{6}H_{12}O_{6}+6\ O_{2}} }
К фотосинтезирующим организмам относятся наземные растения, а также фитопланктон океанов. Более половины фотосинтезирующих организмов открытого океана составляют крошечные морские цианобактерии из рода Prochlorococcus, обнаруженные в 1986.
Дополнительным источником свободного кислорода служат реакции фотолиза. В верхних слоях атмосферы под действием высокоэнергетического ультрафиолетового излучения атмосферная вода и оксид азота I распадаются на составляющие атомы. Свободные атомы N и Н утекают в космос, оставляя более тяжёлый О2 в атмосфере:
{\displaystyle \mathrm {2\ H_{2}O+energy\longrightarrow 4\ H+O_{2}} }
{\displaystyle \mathrm {2\ N_{2}O+energy\longrightarrow 4\ N+O_{2}} }
Кислород атмосферы расходуется главным образом в результате дыхания и разложения, процессов, в ходе которых животные и бактерии потребляют кислород и выделяют углекислый газ.
Литосфера также может потреблять свободный кислород в результате химической эрозии и поверхностных реакций. Примером такого процесса является формирование оксидов железа (ржавчины):
{\displaystyle \mathrm {4\ FeO+3\ O_{2}\longrightarrow 2\ Fe_{2}O_{3}} }
Кислород также циркулирует между биосферой и литосферой. Морские организмы биосферы создают карбонат кальция (СаСО3), материал их внешней оболочки, богатой кислородом. Когда организм умирает, его оболочка оседает на морском дне и, захораниваясь там, со временем превращается в известняк — осадочную породу литосферы. Процессы выветривания и эрозии, инициированные организмами могут высвобождать кислород из литосферы. 
Растения и бактерии извлекают минеральные вещества из пород и превращают кислород в воду, из которой он может высвобождаться в результате фотосинтеза.

## Ёмкость резервуаров и потоки вещества
В нижележащих таблицах содержатся оценки ёмкости резервуаров кислородного цикла и потоков вещества в нём. Эти цифры основаны в первую очередь на оценке (Уолкер, Дж. К. Г.):
Таблица 1: Основные резервуары кислородного цикла
| Резервуар | Ёмкость (кг O2) | Поток в/из (кг O2 в год) | Время пребывания (годы) |
| --------- | --------------- | ------------------------ | ----------------------- |
| Атмосфера | 1,4⋅1018        | 3⋅1014                   | 4500                    |
| Биосфера  | 1,6⋅1016        | 3⋅1014                   | 50                      |
| Литосфера | 2,9⋅1020        | 6⋅1011                   | 500 000 000             |

Таблица 2: Годовой прирост и потери атмосферного кислорода (Единицы: 1010 кг О2 в год)
| Фотосинтез (земля) Фотосинтез (океан) Фотолиз N2О Фотолиз Н2О | 16,500 13,500 1.3 0.03         |
| Общий прирост | ~ 30,000                       |
| Потери — дыхание и гниение |                                |
| Аэробное дыхание Микробное окисление Сжигание ископаемого топлива (антропогенное) Фотохимическое окисление Фиксация N2 молниями Фиксация с N2 при производстве удобрений Окисление вулканических газов | 23,000 5,100 1,200 600 12 10 5 |
| Потери — выветривание |                                |
| Химическое выветривание Поверхностная реакция О3 | 50 12                          |
| Общие потери | ~ 30,000                       |

## Озон
Появление атмосферного кислорода привело к образованию озона (О3) и озонового слоя в стратосфере:
{\displaystyle \mathrm {O_{2}+uv~light\longrightarrow 2~O} \qquad (\lambda \lesssim 200~{\text{nm}})}
{\displaystyle \mathrm {O+O_{2}\longrightarrow O_{3}} }
Озоновый слой чрезвычайно важен для современной жизни, так как он поглощает вредное ультрафиолетовое излучение:
{\displaystyle \mathrm {O_{3}+uv~light\longrightarrow O_{2}+O} \qquad (\lambda \lesssim 300~{\text{nm}})}